# Chapelle Saint-Roch de Subotica
Pour les articles homonymes, voir Chapelle Saint-Roch.
La chapelle Saint-Roch de Subotica (en serbe cyrillique : Капела Светог Рока у Суботици ; en serbe latin : Kapela Svetog Roka u Subotici) est une chapelle catholique située à Sombor et dans le district de Bačka septentrionale, en Serbie. Elle est inscrite sur la liste des monuments culturels de grande importance de la république de Serbie (identifiant no SK 1217).

## Présentation

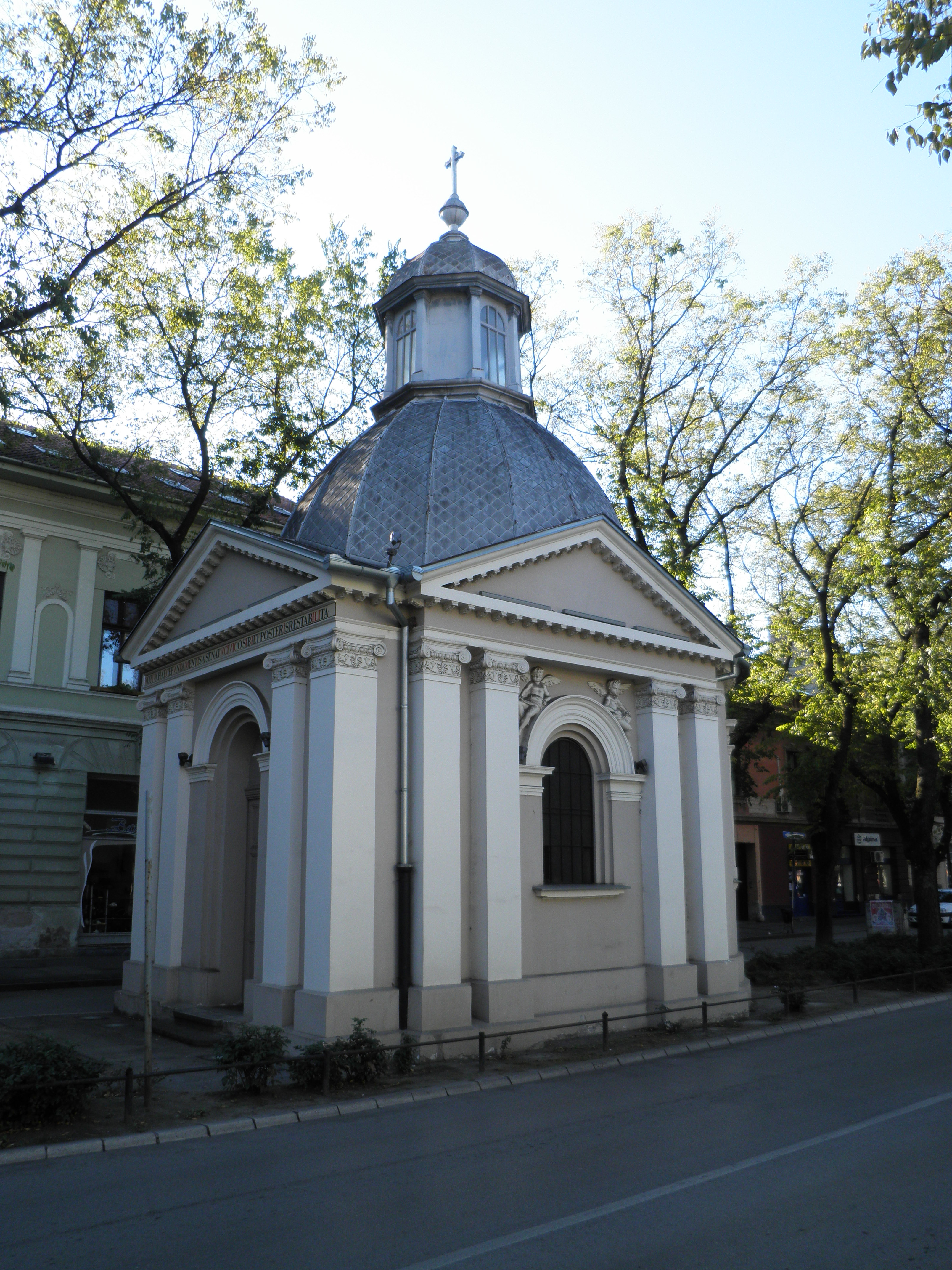
Autre vue de la chapelle

Une petite chapelle en bois dédiée à saint Roch a été construite en 1738 par les Franciscains pour remercier le saint d'être intervenu contre la peste qui avait pris la vie de nombreux habitants de la ville cette année-là,. La chapelle a été reconstruite en 1753 puis en 1773 pour devenir une église paroissiale en attendant la fin de la construction de l'église Sainte-Thérèse-d'Avila (1797),. La chapelle a pris son aspect actuel en 1884, lorsqu'elle a été remaniée selon un projet de l'architecte Titus Mačković.
Aujourd'hui, la chapelle se présente comme un petit édifice à nef unique prolongée par une abside demi-circulaire ; elle est dominée par un dôme massif surmonté d'une lanterne, d'un petit dôme et d'une croix. L'entrée voûtée est encadrée de pilastres dotés de chapiteaux moulurés. La décoration des façades, toutes traitées comme un temple grec avec des frontons triangulaires soutenus par des chapiteaux ioniques, est caractéristique du style néo-Renaissance propre au travail de Mačković.